# Boynes
 Boynes  es una población y comuna francesa, situada en la región de Centro, departamento de Loiret, en el distrito de Pithiviers y cantón de Pithiviers.

## Demografía
| 980 | 971 | 1009 | 963 | 978 | 1014 |
| Para los censos de 1962 a 1999 la población legal corresponde a la población sin duplicidades (Fuente: INSEE [Consultar]) |     |      |     |     |      |

## Personajes vinculados
- Louis Veuillot, periodista católico ultramontanista.